# 國家體育場 (烏茲別克)
國家體育場，是一座位於烏茲別克首都塔什干的多功能体育场，目前以举办足球比赛为主，现为乌兹别克斯坦足球俱乐部本尤德科的主场。
体育场可以容纳34,000名观众，2012年9月开始投入使用。体育场原本计划用于申办2012年U20女足世界杯.。体育场的设计者是德国的GMP建筑事务所。 体育场建在本尤德科旧主场MHSK体育场（MHSK是中央军体育俱乐部的缩写）上。建成后取代JAR体育场成为本尤德科的新主场。本尤德科体育场的第一场比赛是2012年9月28日本尤德科与塔什干棉农的友谊赛，最终比分是3比3。
2013年亚洲冠军联赛本尤德科与北京国安的比赛时，本尤德科体育场草皮质量糟糕，被媒体讥为“如沙滩铺毯”。